# 护法军政府
护法军政府，正式名称为中华民国军政府，又称广东军政府，是中華革命黨總理孫文于1917年9月1日在广州建立的以护法为名义的政府，对抗的对象是北洋政府和北洋軍閥。廣州軍政府並不獲国际承認，国际上繼續把北京的北洋政府作為中國的唯一合法政府。

## 沿革

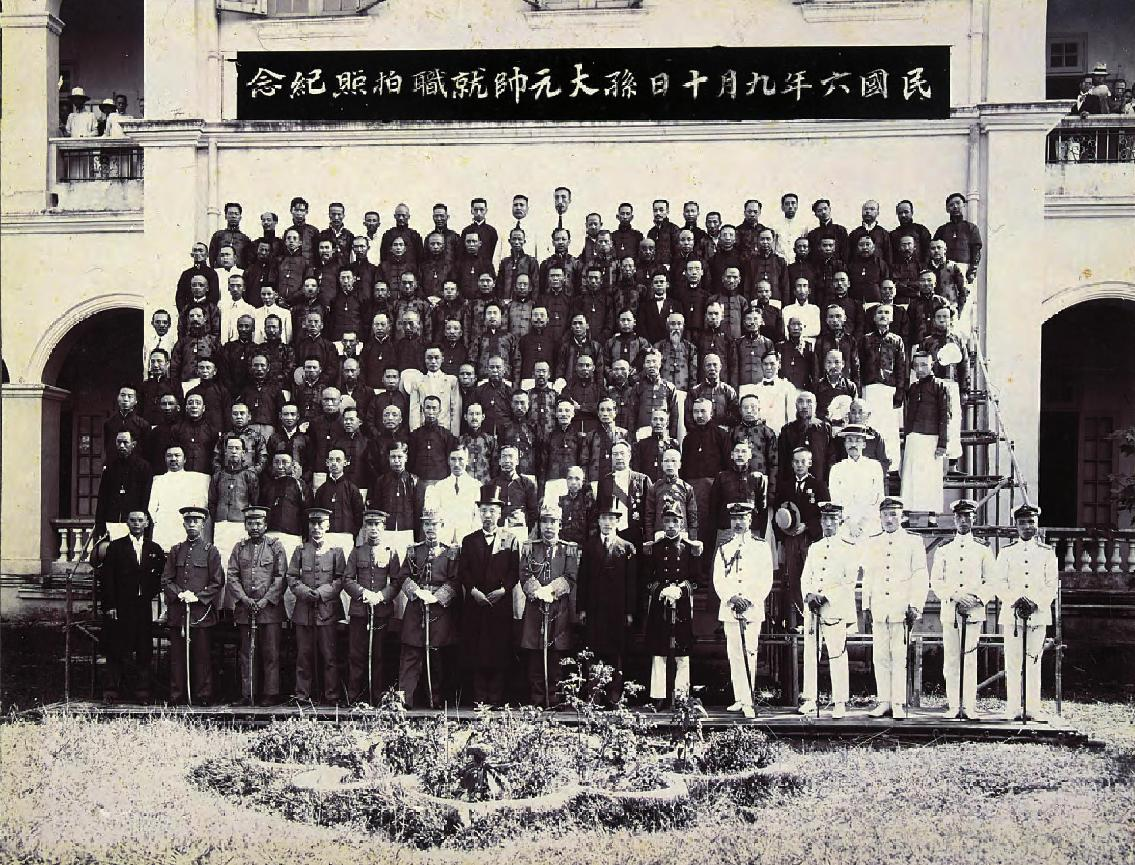
1917年9月10日，孙中山任大元帅就职典礼

### 孙中山南下
護法運動期間，1917年8月25日，南下的中華民國第一屆國會議員已達150多人，由於不足法定人數不能召開正式會議，便根據孫中山的提議決定在廣州召開國會非常會議。8月25日，非常國會開幕，決定組織護法軍政府會議通過：為維護《臨時約法》，在廣州組成護法軍政府，設中華民國陸海軍大元帥一人、元帥三人，行使中華民國行政權。
9月1日，非常國會九十一人投票，以八十四票選出孫中山為護國軍政府大元帥；之後選出雲南督軍滇系唐繼堯、兩廣巡閱使桂系陸榮廷為元帥；另外，以伍廷芳為外交總長，唐紹儀為財政總長（但未上任），程璧光為海軍總長，胡漢民為交通總長。孫中山於9月10日宣督就職，任李烈鈞為參謀總長，李福林為親軍總司令，許崇智為參軍長，陳炯明為第一軍總司令，護法軍政府成立。宣佈段祺瑞等為叛逆，誓師北伐。在孫中山的號召下，護法戰爭正式開始。

### 分裂及改組

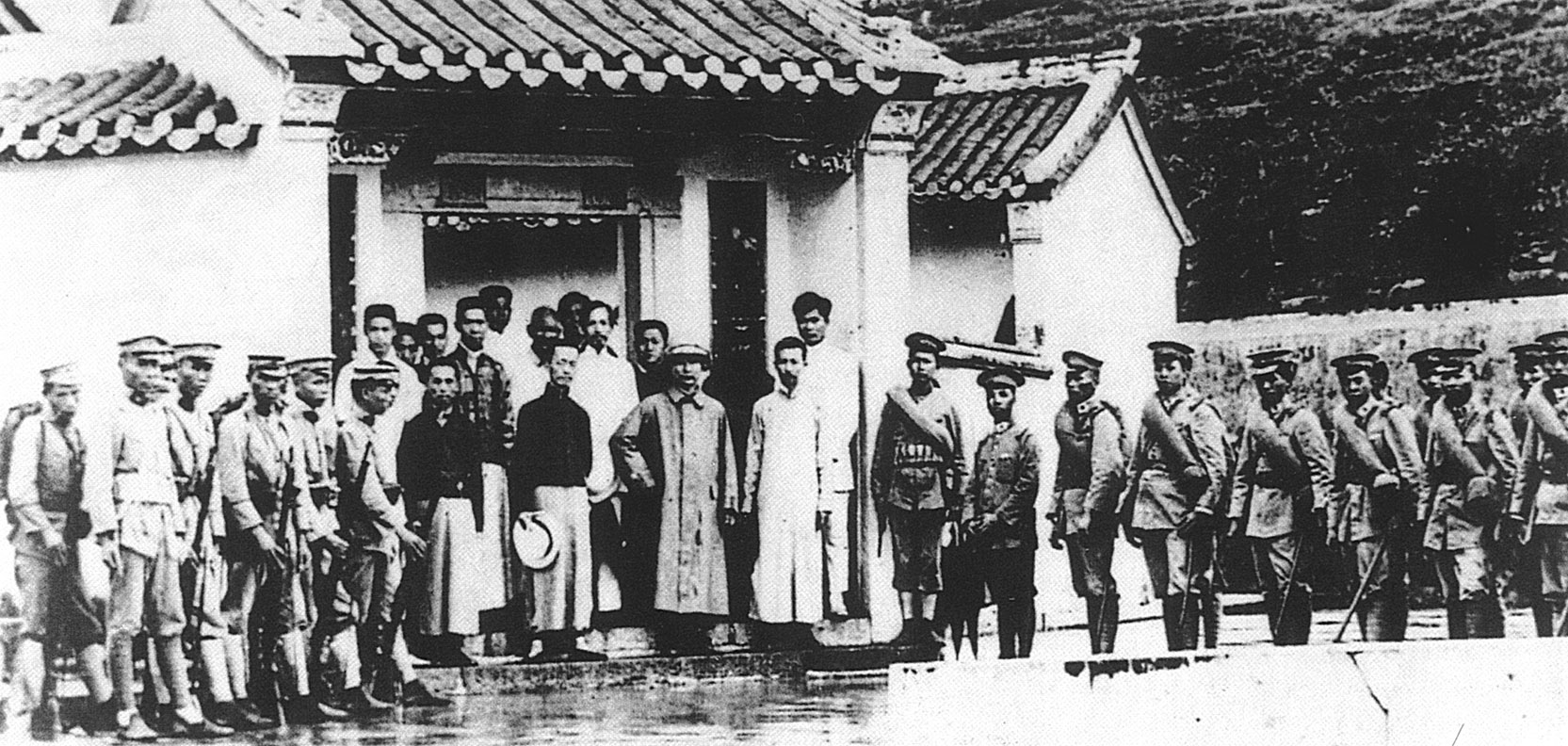
1918年5月28日，孙中山离广州抵梅县时合影

除了海軍和陳炯明率領的警衛軍，軍政府無統轄其它粵桂滇軍的權力，財政更要仰賴廣東省政府支持，因此孫文等革命黨人不被重視，導致1918年1月初孫文命令軍艦炮擊廣州觀音山，革命黨與西南軍閥漸生嫌隙。1月15日，陸榮廷、唐紹儀等人另組西南各省聯合會議，以岑春煊為議和總代表，主張承認馮國璋的北洋政府法統、組成聯合政府。加緊謀求與北洋軍閥妥協。1918年4月10日，非常國會議員討論由羅家衡等四十三人提出的《中華民國軍政府組織大綱修正案》。5月4日，非常國會投票決定改組軍政府，孫中山辭職，又通電指責西南軍閥破壞護法運動。5月20日通過選舉唐紹儀、唐繼堯、孫中山、伍廷芳、林葆懌、陸榮廷和岑春煊等7人為總裁，廢除大元帥制，以七總裁取代大元帥。5月21日，孫中山離開廣州，經台灣、日本前往上海，第一次護法告終。
1918年7月3日岑春煊從上海到了廣州，擔任軍政府政務總裁，於7月5日宣告新政府成立。8月19日，岑春煊被推選為主席總裁，主理軍政府。
| 主席總裁 | 岑春煊                                                                                         |
| 總裁     | 伍廷芳 唐繼堯（李烈鈞代行，後以趙藩為全權代表） 陸榮廷（莫榮新代行） 林葆懌 孫中山（徐謙代表） |
| 內政部長 | 岑春煊 兼任                                                                                    |
| 內政次長 | 冷遹                                                                                           |
| 外交部長 | 伍廷芳 兼任                                                                                    |
| 外交次長 | 伍朝樞                                                                                         |
| 陸軍部長 | 陸榮廷 兼任（莫榮新代行）                                                                      |
| 陸軍次長 | 林虎                                                                                           |
| 海軍部長 | 林葆懌 兼任                                                                                    |
| 海軍次長 | 湯廷光                                                                                         |
| 參謀部長 | 唐繼堯 兼任（李烈鈞代行）                                                                      |
| 參謀次長 | 方聲濤                                                                                         |
| 司法部長 | 徐謙                                                                                           |
| 交通部長 | 趙藩                                                                                           |
| 秘書廳長 | 章士釗                                                                                         |
| 總務廳長 | 伍朝樞                                                                                         |
| 副官廳長 | 張羣                                                                                           |
| 衞戍司令 | 陳坤培                                                                                         |

軍政府改組後，看似是融洽各派系，只是每派都在各自謀算。因解除李耀漢廣東省長職務，便遭粵系質疑軍政府任免地方官員的權責（孫文當大元帥時，任命熊克武為四川督軍、楊庶堪為四川省長，卻沒有人說半句不是），不得不由國會非常會議解釋臨時約法，宣告軍政府代行國務院職權攝行大總統職務。

### 结果
在南方护法军政府内部矛盾激化的同时，北洋政府内部直、皖两大派系之间的矛盾也在发展。1918年8月，吴佩孚等公开通电主张“和平”，反对段祺瑞的“武力统一”政策，护法军政府也复电赞成和平。此后，各地区的战争基本上均已停止。1918年9月，冯国璋总统任期届满，安福系操纵国会，选举徐世昌为大总统。徐上台后，免去了段祺瑞国务总理职务，并于11月16日，对北军前线部队发布停战令，倡议召开南北和平会议。1919年2月，南北政府代表开始在上海议和，就如何划分地盘等问题上进行新的角逐。
1920年中，廣州軍政府出現內讧，受英國支持的桂系與滇系爭權。岑春煊於10月24日通電辭職，宣佈取消軍政府，服從北京政府統治。孫中山於11月28日返回廣州，重新擔任陸海軍大元帥兼主席總裁，並重組護法軍政府，繼續護法運動。「第二次護法」開始。1921年1月12日，非常國會在廣州復會。4月2日，非常國會開會，取消護法軍政府，組織中華民國政府。護法軍政府終結。4月7日，選舉孫中山為非常大總統，於5月5日在廣州就職。第二次護法運動正式開始。